# Uđi slobodno...
Uđi slobodno... – piętnasty album studyjny jugosłowiańskiej piosenkarki Lepej Breny. Płyta została wydana 28 czerwca 2008 przez wytwórnię Grand Production, osiem lat od wydania poprzedniego studyjnego albumu Pomračenje sunca.

## Lista utworów
| Nr  | Tytuł utworu        | Słowa                                   | Muzyka                | Długość |
| --- | ------------------- | --------------------------------------- | --------------------- | ------- |
| 1.  | „Uđi slobodno”      | Marina Tucaković, Ljiljana Jorgovanović | Aleksandar Milić Mili | 4:04    |
| 2.  | „Pazi kome zavidiš” | Marina Tucaković, Ljiljana Jorgovanović | Aleksandar Milić Mili | 4:23    |
| 3.  | „Kuća laži”         | Marina Tucaković, Ljiljana Jorgovanović | Aleksandar Milić Mili | 3:29    |
| 4.  | „Grad”              | Marina Tucaković, Ljiljana Jorgovanović | Aleksandar Milić Mili | 4:03    |
| 5.  | „Zašto”             | Marina Tucaković                        | Aleksandar Milić Mili | 3:03    |
| 6.  | „Kralj”             | Marina Tucaković                        | Aleksandar Milić Mili | 3:38    |
| 7.  | „Sledeći”           | Marina Tucaković                        | Aleksandar Milić Mili | 3:46    |
| 8.  | „Dobra grešnica”    | Marina Tucaković                        | Aleksandar Milić Mili | 3:28    |
| 9.  | „Zrno tuge”         | Marina Tucaković, Ljiljana Jorgovanović | Aleksandar Milić Mili | 3:19    |
| 10. | „Dva asa”           | Marina Tucaković                        | Sarit Hadad           | 4:12    |
|     |                     |                                         |                       | 37:25   |

## Teledyski
Do piosenek Pazi kome zavidiš oraz Uđi slobodno zrealizowano teledyski.
- Pazi kome zavidiš – reżyseria Aleksandar Kerekeš[1]

- Uđi slobodno – reżyseria Dejan Milicević[2]

## Twórcy
- Lepa Brena – wokal

- Aleksandar Milić Mili – wokal wspierający, produkcja muzyczna

- Ivana Selakov – wokal wspierający

- Ivan Milosavljević Milke – gitara akustyczna, gitara elektryczna, programowanie, inżynier dźwięku

- Nenad Bojković Neša – gitara akustyczna, gitara elektryczna

- Mirko Kesić – gitara basowa

- Srđan Stojanović – akordeon

- Petar Trumbetaš – buzuki

- Miroljub Jimmy Todorović – frula, flet

- Ivan Ilić – puzon

- Đorđe Bilkić – skrzypce

- Spasoje Tufegdžić Spale – kaval

- Filip Miletić – instrumenty klawiszowe[3]